# Sulzbach-Rosenberg
Pour les articles homonymes, voir Sulzbach.

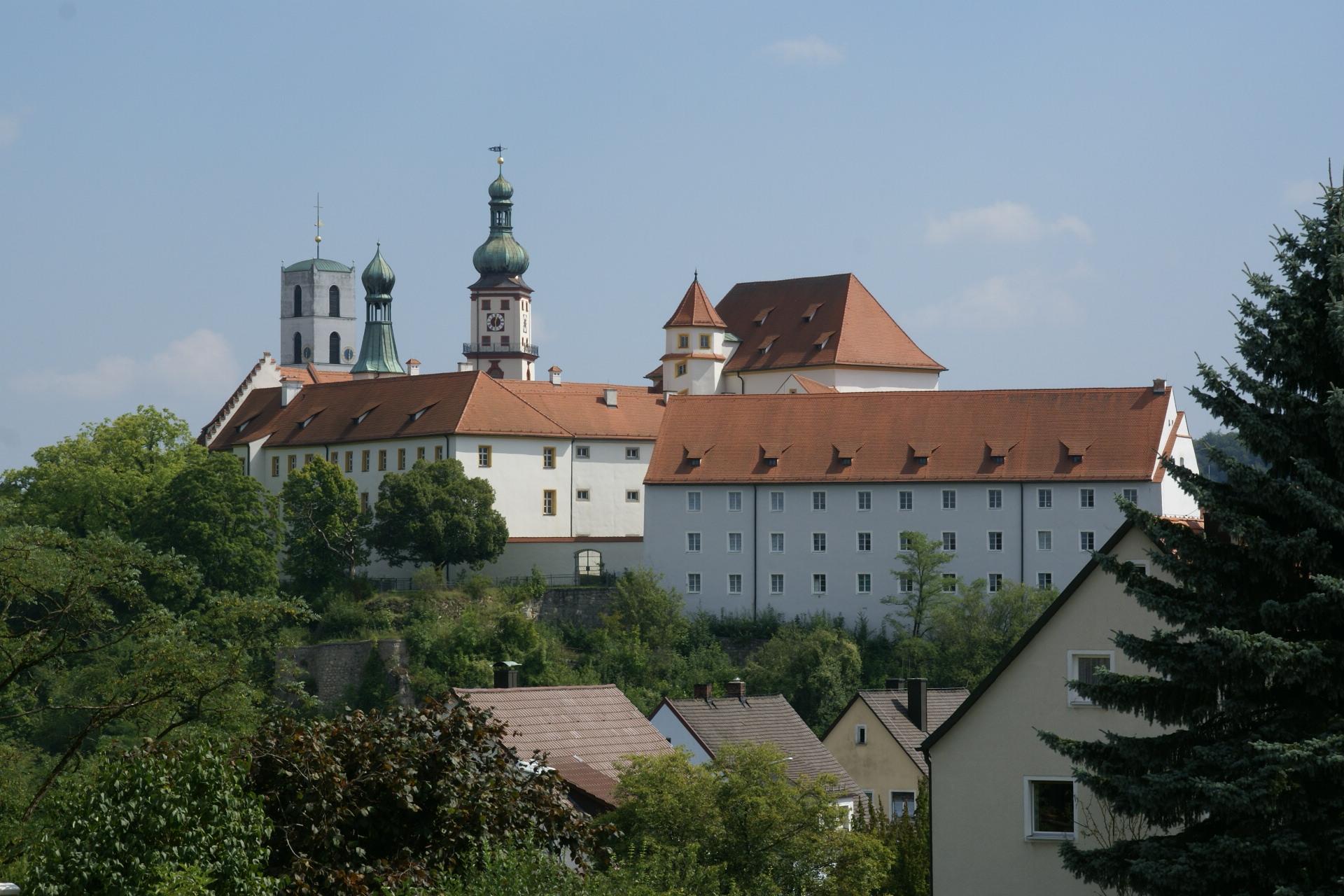
Le château de Sulzbach.

Sulzbach-Rosenberg est une ville allemande située en Bavière, dans l'arrondissement d'Amberg-Sulzbach et dans le district du Haut-Palatinat.

## Géographie
La ville est formée de Sulzbach, la ville ancienne à l'ouest, et de Rosenberg, plus industrielle, à l'est, qui a abrité une importante aciérie, la Maxhütte, fermée de nos jours. Elle est située dans le district d'Amberg-Sulzbach dans le Haut-Palatinat, à environ 50 km à l'est de Nuremberg.

## Histoire
Sulzbach fut la résidence des comtes de Sulzbach (XIe - XIVe siècles), et des ducs du Palatinat-Sulzbach (XVIIe - XVIIIe siècles). La vieille ville est dominée par le château fondé au VIIIe siècle et agrandi tout au long du Moyen Âge.
Le 2 fructidor an IV (19 août 1796) se déroule la bataille de Sulzbach. 

## Patrimoine
- Ancien couvent des Visitandines de Sulzbach, construit à partir de 1755.

## Personnalités
L'hébraïste et mystique allemand Christian Knorr von Rosenroth (1636-1689) vécut à Sulzbach au service des comtes de la ville de 1668 à sa mort.
- Friedrich Hofmann (1935-2013), homme politique né à Sulzbach-Rosenberg